# Soledad Atzompa
Soledad Atzompa es una localidad del estado mexicano de Veracruz, enclavada en la Sierra de Zongolica en la región de las Grandes Montañas Veracruzanas, se encuentra localizado a 90 kilómetros al suroeste de Xalapa, capital del estado de Veracruz.

## Toponimia
Su nombre, proviene del náhuatl Atzompa que quiere decir En los cabellos del agua, Soledad a su vez lo recibe del Río Soledad que recorre su territorio y es tributario del Río Blanco.

## Demografía
Según el conteo de población y vivienda de 2005 realizado por el Instituto Nacional de Estadística y Geografía, Soledad Atzompa tiene un total de 757 habitantes, es cabecera del municipio de Soledad Atzompa; del que, sin embargo, no es la mayor población, siendo esta la localidad de Atzompa que cuenta con 3,550 habitantes.

## Historia
Al consumarse la independencia, el pueblo de Soledad Atzompa formó un municipio limitando al norte con el pueblo de San Francisco Necoxtla y al poniente con Acultzingo. En algunos momentos de su historia tuvo conflictos de límites con Xoxocotla, Mixtla y Nogales. Estos conflictos terminaron con un decreto en 1982 que señaló finalmente las congregaciones que conformaban el municipio de Atzompa.

## Festividades
La principal fiesta se celebra el 2 de febrero en honor de la Virgen de la Candelaria celebrando con danzas y procesiones.

## Alta marginación
Es uno de los municipios más marginados del estado de Veracruz y del país junto con otros municipios de la Sierra de Zongolica. La Secretaría de Desarrollo Social federal y la Universidad Veracruzana han colaborado en diferentes proyectos de desarrollo regional en el municipio a fin de abatir la pobreza extrema que es una constante dentro del municipio.